# Witalis Sapis
Witalis Sapis (ur. 7 czerwca 1964 w Częstochowie) – polski szachista, sędzia klasy międzynarodowej (International Arbiter od 2005) oraz trener szachowy, mistrz międzynarodowy od 1991 roku.

## Kariera szachowa
W roku 1979 zdobył w Radomiu tytuł mistrza Polski juniorów w kategorii do 17 lat. Drugi medal, srebrny (w kategorii do 20 lat), zdobył w roku 1983 w Katowicach. Oprócz tego był trzykrotnym mistrzem kraju uczniów szkół podstawowych i ponadpodstawowych oraz zdobył (w roku 1987 w Bydgoszczy) tytuł mistrza Wojska Polskiego. W latach 1989–1998 czterokrotnie wystąpił w finałach mistrzostw Polski seniorów. Najlepszy wynik osiągnął w roku 1997 w Sopocie, zajmując VI miejsce. Jest wielokrotnym medalistą drużynowych mistrzostw Polski: dwukrotnie złotym (1986 i 1992), trzykrotnie srebrnym (1983, 1987, 1990) oraz brązowym (1993). W dorobku ma też medale zdobyte w szachach błyskawicznych (medale drużynowe: złoty – 1990 i dwa brązowe – 1991, 1994) oraz szybkich (medale indywidualne: srebrny – 1990 i dwa brązowe – 1992, 1998).
Wielokrotnie startował w ogólnopolskich i międzynarodowych turniejach, osiągając m.in. następujące sukcesy:
- 1980 - Drobeta-Turnu Severin (II miejsce)
- 1982 - Puck (I), Bielsko-Biała (I)
- 1983 - Świebodzin (I)
- 1984 - Jelenia Góra (II)
- 1985 - Wijk aan Zee (II), Mielno (II)
- 1986 - Szczecin (II)
- 1987 - Piotrków Trybunalski (I), Słupsk (I), Warszawa (II)
- 1989 - Mariańskie Łaźnie (II)
- 1991 - Legnica (I), Koszalin (I), Poczdam (I)
- 1992 - Legnica (I), Koszalin (II)
- 1993 - Legnica (II)
- 1994 - Legnica (II)
- 1995 - Jarosławiec (II), Polanica-Zdrój (II)
- 1996 - Legnica (II)
- 1997 - Oberhof (II)
- 1998 - Rowy (II)

Najwyższy ranking w karierze osiągnął 1 stycznia 1996 r., z wynikiem 2470 punktów zajmował wówczas 9. miejsce wśród polskich szachistów.

### Wybrane osiągnięcia jako trener
- Do jego wychowanków należą m.in.: Maria Gościniak, Adrian Panocki, Justyna Dutka, Julia Antolak
- W latach 2016–2018 był trenerem kadry narodowej szachistów niewidomych i słabowidzących, zdobywając m.in. Drużynowe Mistrzostwo Europy Niewidomych i Słabowidzących (Warszawa 2016), Drużynowe Mistrzostwo Świata Niepełnosprawnych (Drezno 2017) oraz brązowy medal na Olimpiadzie Szachowej Niewidomych i Słabowidzących (Ohrid 2017)

### Wybrane osiągnięcia jako działacz
- Przewodniczący Kolegium Sędziów Zachodniopomorskiego Związku Szachowego (2004–2016), jak również Przewodniczący Komisji Ewidencji i Rankingu ZZSzach
- Członek Komisji Młodzieżowej Polskiego Związku Szachowego (2000–2003)
- Członek Kolegium Sędziów PZSzach (2005–2012)
- Członek (od 2009), a później przewodniczący (2013–2016) Komisji Sportowej PZSzach
- Przewodniczący Komisji Regulaminowej PZSzach (2010–2013)

## Publikacje
- Mistrzowska strategia, Sawit 2019, s. 186, ISBN 978-83-954423-7-7[5]
- Elementy strategii, Sawit 2021, II tomy wspólnie z Bartłomiejem Macieją, ISBN 978-83-954423-9-1 ISBN 978-83-954423-2-2[6]